# Govindgarh (Rajasthan)
Govindgarh è una suddivisione dell'India, classificata come census town, di 10.086 abitanti, situata nel distretto di Alwar, nello stato federato del Rajasthan. In base al numero di abitanti la città rientra nella classe IV (da 10.000 a 19.999 persone).

## Geografia fisica
La città è situata a 27° 30' 0 N e 76° 58' 60 E e ha un'altitudine di 210 m s.l.m..

## Società

### Evoluzione demografica
Al censimento del 2001 la popolazione di Govindgarh assommava a 10.086 persone, delle quali 5.294 maschi e 4.792 femmine. I bambini di età inferiore o uguale ai sei anni assommavano a 1.792, dei quali 948 maschi e 844 femmine. Infine, coloro che erano in grado di saper almeno leggere e scrivere erano 6.411, dei quali 3.903 maschi e 2.508 femmine.